# Jürgen Hunkemöller
Jürgen Hunkemöller (* 20. Februar 1939 in Coesfeld; † 17. Januar 2021) war ein deutscher Musikwissenschaftler und Hochschullehrer.

## Leben
Hunkemöller studierte Schulmusik an der Musikhochschule Heidelberg und Musikwissenschaft, Philosophie, Germanistik sowie Kunstgeschichte an den Universitäten in Köln und Heidelberg. Nach dem erfolgreichen Staatsexamen für das Gymnasiallehramt in Heidelberg 1965 und Forschungsaufenthalten in Paris von 1966 bis 1968 folgte die Promotion zum Dr. phil. mit der Arbeit W. A. Mozarts frühe Sonaten für Violine und Klavier: Untersuchungen zur Gattungsgeschichte im 18. Jahrhundert an der Universität Heidelberg 1968. Anschließend war er dort als Wissenschaftlicher Assistent bei Reinhold Hammerstein und Ewald Jammers tätig. 
1973 wechselte Hunkemöller als Dozent nach Schwäbisch Gmünd. Dort war er von 1976 bis 2004 Professor für Musikwissenschaft an der Pädagogischen Hochschule Schwäbisch Gmünd. 
1969 wurde er Lehrbeauftragter für Musikgeschichte an der Musikhochschule Heidelberg und anschließend, nach deren Zusammenlegung mit der Musikhochschule Mannheim, an der Staatlichen Hochschule für Musik und Darstellende Kunst Mannheim. 2008 wurde er dort zum Honorarprofessor ernannt. Als Gastprofessor lehrte Hunkemöller zudem an den Universitäten Heidelberg, Kiel und Bern sowie an der Franz-Liszt-Musikakademie in Budapest.

## Forschungsschwerpunkte
Die Forschungsarbeit Hunkemöllers richtete sich vor allem auf die neuere Musikgeschichte, auf Jazz und Jazz-Rezeption und auf den Themenkomplex Musik und Religion. Sein Forschungsansatz folgte anthropologisch orientierten Konzepten. Für die Neubearbeitung der Enzyklopädie Die Musik in Geschichte und Gegenwart (MGG) betreute er als Fachbeirat das Ressort Jazz.

## Publikationen (Auswahl)
- W. A. Mozarts frühe Sonaten für Violine und Klavier: Untersuchungen zur Gattungsgeschichte im 18. Jahrhundert, Bern, München 1970: Francke.
- Béla Bartók, Musik für Saiteninstrumente, München 1982: Fink. ISBN 3-7705-2109-9.
- Boris Blacher, der Jazz-Komponist, Frankfurt am Main 1998: Lang. ISBN 3-631-31925-8.
- Bauernmusik und Klangmagie. Bartók-Studien, Hildesheim 2013; Olms. ISBN 978-3-487-15098-7.